# Cerro de Punta
El Cerro de Punta (también conocido como Cerro Puntita) es el pico más alto de Puerto Rico con una altura de 1338 m sobre el nivel del mar. El pico de Cerro de Punta se encuentra en el municipio de Ponce, mientras que la montaña misma es compartida con el municipio de Jayuya.  La montaña está situada en la Cordillera Central. La temperatura promedio es de 65 °F (18 °C) con vientos que siempre soplan con gran fuerza, los cuales se pueden sentir con sensaciones térmicas bajo el punto de congelación durante el invierno.

## Clima
El pico de la montaña es de un clima subtropical húmedo y muy ventoso. En invierno,las temperaturas llegan a estar cerca del punto de congelación, llegando en ocasiones a 6 °C (o 45 grados Fahrenheit). Es raro que las temperaturas en verano superen los 24 °C (o 76 grados Fahrenheit).

## Ubicación
La montaña misma está ubicada en la Cordillera Central, en el borde del municipio de Jayuya con el municipio de Ponce. La carretera de acceso al punto más alto de la montaña es desde el municipio de Ponce. La montaña forma parte del Bosque Estatal de Toro Negro, y ha sido descrita como «un alpe enano» (inglés:"an alpine runt."). Está ubicado en la parte occidental del bosque estatal. La montaña se ubica inmediatamente al norte de la carretera estatal PR-143; en las coordenadas 18.172458°, -66.591839°. El lugar poblado más cercano al pico es la Urbanización Vega Linda, ubicada a 3.3 millas del pico.

## Geología
A diferencia de muchas otras montañas del área del Caribe, Cerro de Punta no es el resultado de un volcán, sino simplemente el punto más alto de la Cordillera Central. La Cordillera Central es una cadena de montañas que divide la isla de Puerto Rico y que corre del este al oeste.

## La mejor vista
La vista desde la cima del Cerro de Punta se considera como «la mejor vista de todo Puerto Rico». Durante días enteramente claros, es posible ver prácticamente toda la isla de Puerto Rico, incluyendo áreas tan lejanas como San Juan, el cual se encuentra a más de 75 millas al noreste.  Hay un número de torres transmisoras de radio y televisión así como torres de retransmisión en el área del cerro. Hay también una plataforma de observación en la cima del pico.

## Fauna y flora
La montaña es el hogar de una cantidad abundante de vida silvestre, al igual que muchos árboles,plantas y cascadas.  La montaña está cubierta de palmas. Algunas especies de plantas en peligro de extinción se encuentran aquí, por ejemplo, el helecho Elaphoglossum serpens, el cual se encuentra solamente en esta montaña y ningún otro lugar del mundo.

## Carreteras del área
Esta área consiste de picos alto y abruptos. La carretera más cercana al pico es la PR-143, una carretera curvosa de dos vías y la cual se viaja a velocidad muy baja ya que no siempre es posible ver tráfico en la dirección opuesta con suficiente anticipación. El camino que conduce a la cima del cerro como tal desprende la carretera PR-143. Esta ruta PR-143 es accesible desde la más traficada ruta PR-10, que conduce de Ponce a Arecibo. La ruta 143 forma parte de la Ruta Panorámica.

## Pistas forestales para paseos caminados
La limítrofe Hacienda Gripiñas tiene un camino que conduce a la cima del Cerro de Punta. Hacienda Gripiñas fue una hacienda de café durante el siglo XIX y parte del siglo XX, pero que hoy día ha sido convertida en un pequeño hotel en el bosque. La hacienda todavía cosecha su poco de café propio, y opera bajo un contrato con el gobierno de Puerto Rico. Los caminos hasta el pico del Cerro de Punta no están muy bien marcados ni reciben el debido mantenimiento. También a menudo son víctimas de las frecuentes lluvias que se dan en el área. A pesar de que se puede caminar hasta la cima del cerro, existe una carretera que le lleva a uno hasta su cima. La Reserva Forestal de Toro Negro tiene 12 millas de caminos para caminatas andadas que conducen al tope de la montaña.

## Galería

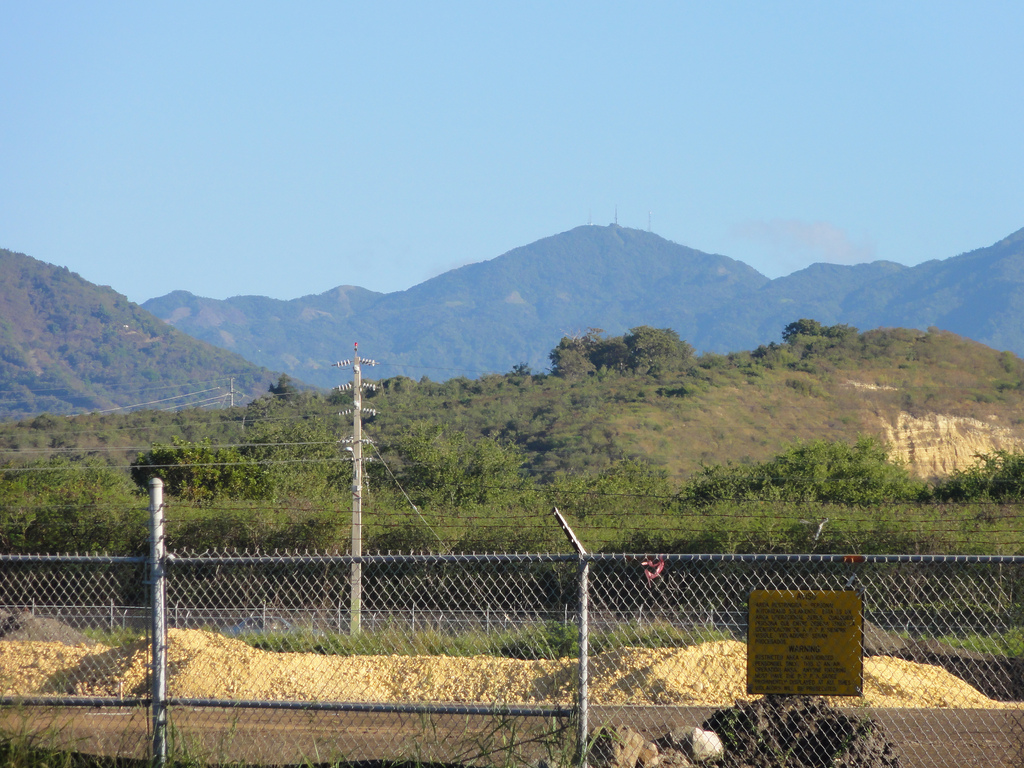
Cerro de Punta visto desde el Aeropuerto Internacional Mercedita, Ponce, Puerto Rico
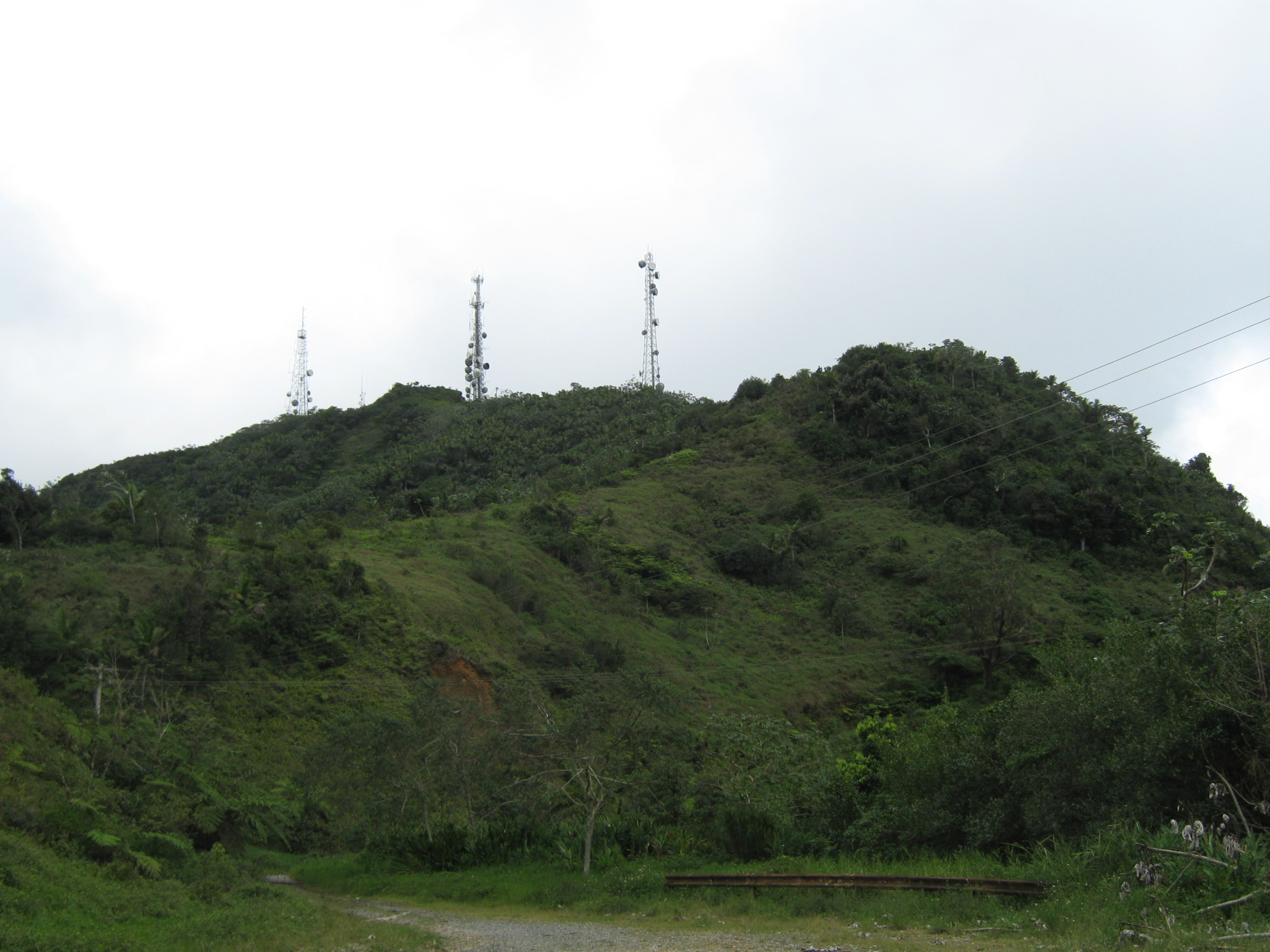
Vista desde la Ruta Panorámica
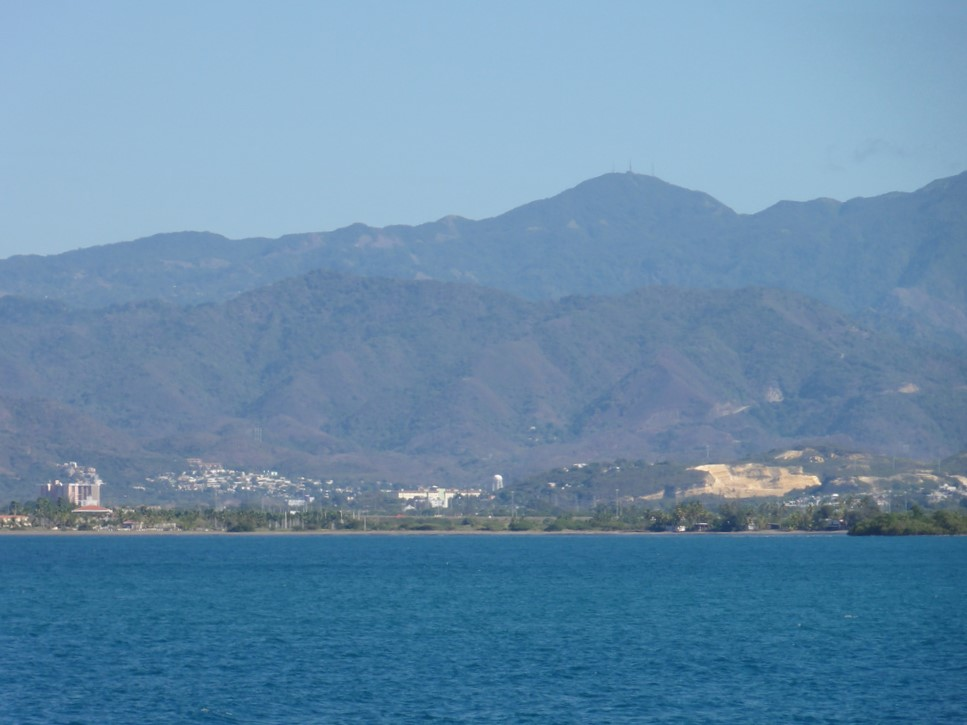
Cerro de Punta visto desde Caja de Muertos, Ponce, Puerto Rico